# 文子 (书籍)
文子，又稱作《通玄經》，相傳是老子弟子文子所作。中國古代的書籍，有多種內容略有差異的版本。《汉书·艺文志》載有道家类著录《文子》九篇。

## 傳為偽書
《隋书·经籍志》著录《文子》十二篇。前人认为今本系汉唐之间的伪书，或认为抄袭《淮南子》的西汉后期作品。如唐柳宗元即认为这本书是夹杂抄袭了儒、墨、名、法诸家语句，来解释《道德经》，故称之为“驳书”。黄震认为是唐代默希子（徐灵府）伪造。章太炎说今本《文子》“半袭淮南，所引老子亦多怪异，其为依托甚明”。章太炎认为今本《文子》与《列子》“同出一手”，因此，“疑即张湛伪造”。。梁启超认为“今本盖非斑旧，实伪中出伪也，其大半袭自《淮南子》”。唐兰说：“《文子》与《淮南子》很多辞句是相同的，究竟谁抄谁，旧无定说。今以篇名袭黄帝之言来看，《文子》当在前。......《文子》中有很多内容为《淮南子》所无，也应当是先秦古籍之一。”
但是1973年河北定县40多号汉墓出土的竹简中，有《文子》的残简，其中与今本《文子》相同的文字有6章，不见于今本的还有一些内容，或系《文子》的佚文，但确证了《文子》一书的存在，为西汉时已有的先秦古书。《文子》在唐代时与《老子》、《庄子》并重，天宝元年唐玄宗诏封文子为“通玄真人”，诏改《文子》为《通玄真经》，与《老子》、《庄子》、《列子》并列为道教四部经典。置博士、助教讲习这些经典。列入唐代科举教育体系。

## 汉墓出土
1973年河北省定县八角廊村40号汉墓出土大批竹简，其中包括《文子》一书。有少量竹简文字与今本《文子》中《道原》、《精诚》、《微明》、《自然》等篇的内容相似，余者皆是今本《文子》中找不到的佚文。有学者通过比较敦煌本、竹简本、今本《文子》的异同，并结合有关史籍加以考察，认为《文子》一书经历了相当长的演变过程。三种《文子》版本之间有密切联系，敦煌本是竹简本向今本演变的过渡本。

## 整理
对《文子》进行整理研究的，有《通玄真经》默希子注，十二卷；宋代朱并注，七卷，（八卷以下已佚）；元代杜道坚《文子缵义》，十二卷；清代钱熙祚《文子校勘记》，俞樾《俞楼杂纂读文子》。现今流传的版本有：《正统道藏》十二卷本；《通玄真经赞义》十二卷本；《道藏》七卷本；《道藏辑要》本；《四部丛刊》缩印《通玄真经》十二卷本；《四部备要》本等。
今本《文子》分十二篇八十八章。十二篇分别为：
一、道原，
二、精诚，
三、九守，
四、符言，
五、道德，
六、上德，
七、微明，
八、自然，
九、下德，
十、上仁，
十一、上义，
十二、上礼。

## 體例
《文子》一書之主旨，在於解說老子之言，闡發老子思想，繼承和發展道家「道」的學說。書中每篇皆以「老子曰」三字開始，表明與老子之師承關係。明朝宋濂稱：「子嘗考其言，一祖老聃，大概道德經之義疏爾。」元代吳金節也稱：「文子者，道德經之傳也。」均說明《文子》的主旨內容。然而，亦有人認為「老子曰」三字乃後人竄入，非原文如此。

## 章節摘錄
《文子》首篇《道原》首章云：
老子曰：有物混成，先天地生，惟象無形，窈窈冥冥，寂寥淡漠，不聞其聲，吾強為之名，字之曰道。夫道者，高不可極，深不可測，苞裹天地，稟受無形，原流泏泏，沖而不盈，濁以靜之徐清，施之無窮，無所朝夕，表之不盈一握，約而能張，幽而能明，柔而能剛，含陰吐陽，而章三光；山以之高，淵以之深，獸以之走，鳥以之飛，麟以之遊，鳳以之翔，星曆以之行；以亡取存，以卑取尊，以退取先。古者三皇，得道之統，立於中央，神與化遊，以撫四方。是故能天運地墆，輪轉而無廢，水流而不止，與物終始。風興雲蒸，雷聲雨降，並應無窮，已雕已琢，還復於樸。無為為之而合乎生死，無為言之而通乎德，恬愉無矜而得乎和，有萬不同而便乎生。和陰陽，節四時，調五行，潤乎草木，浸乎金石，禽獸碩大，毫毛潤澤，鳥卵不敗，獸胎不殰，父無喪子之憂，兄無哭弟之哀，童子不孤，婦人不孀，虹蜺不見，盜賊不行，含德之所致也。大常之道，生物而不有，成化而不宰，萬物恃之而生，莫知其德，恃之而死，莫之能怨，收藏畜積而不加富，布施稟受而不益貧；忽兮怳兮，不可為象兮，怳兮忽兮，用不詘兮，窈兮冥兮，應化無形兮，遂兮通兮，不虛動兮，與剛柔卷舒兮，與陰陽俯仰兮。
文中所謂「老子曰」的內容，乃是集合《老子》中的不同語句而成，重加編排，就其義理而闡發，非實有如此一段文字。在夫道者之後，則更易看出是闡析的部份。
此章開宗明義地解釋老子「有物混成，先天地生」的「道」，以「道」是天地萬物的起源。此道先天地而生，是窈冥無形，渾而為一的。道無形無狀，無所不包，無處不在。旣分為天地，輕清者為天，重濁者為地，而四時陰陽亦依此而生，萬物乃得以生存活動。因此「道」是自然的究竟根本。 下文又說此是大常之道，「生物而不有，成化而不宰，萬物恃之而生，莫知其德，恃之而死，莫之能怨。」是以自然萬物皆循道而行，但又不知不怨，對此道的本質，旣無法認識，無法掌握，無法干預。
在《下德》篇則首言：
老子曰：陰陽陶冶萬物，皆乘一氣而生。上下離心，氣乃上蒸，君臣不和，五穀不登，春肅秋榮，冬雷夏霜，皆賊氣之所生也。
此章則言道有氣的特性，判為陰陽，而世間萬物皆就其陶冶而成。這就頗為超出了《老子》的基礎，而見出後人闡發的精彩之處。

## 外部連結
- 《文子》公案之徹底了結：班固《漢書》徵引片段
- 《文子》公案之徹底了結：桓寬《鹽鐵論》徵引片段 （页面存档备份，存于）
- 《文子》公案之徹底了結：《文子》徵引篇章統計 （页面存档备份，存于）